# Bruno Schulz (Architekt)

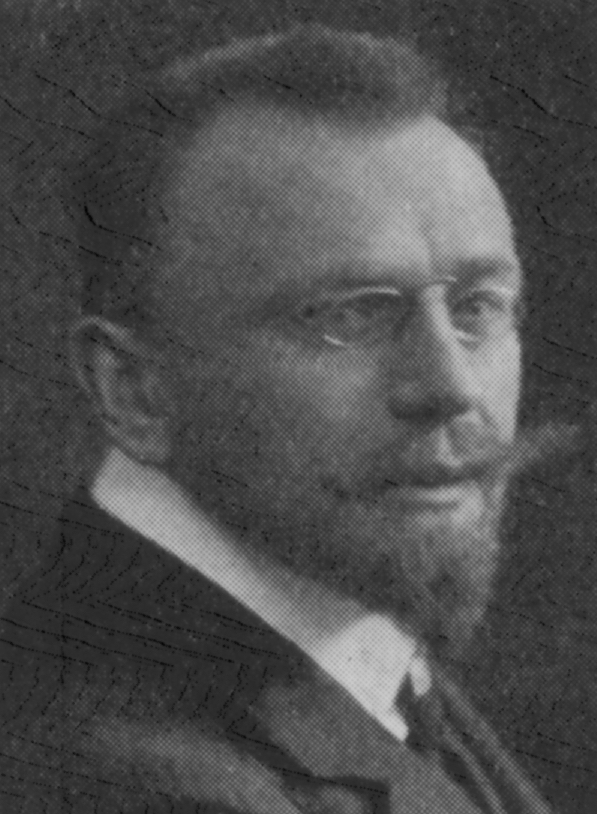
Bruno Schulz

Karl Richard Bruno Schulz (* 24. Februar 1865 in Friedeberg, Neumark; † 1. April 1932 in Berlin) war ein deutscher Architekt, preußischer Baubeamter, Bauforscher und Hochschullehrer. 

## Leben
Während seines Studiums wurde er Mitglied im Berliner Akademischen Verein Motiv. Bruno Schulz wurde 1893 zum Regierungsbaumeister (Assessor im öffentlichen Bauwesen) ernannt und war bis 1900 im technischen Büro der Hochbauabteilung beim preußischen Ministerium der öffentlichen Arbeiten in Berlin tätig. In den Jahren 1897 und 1898 begleitete er Friedrich Sarre auf einer Forschungsreise durch Persien und Mesopotamien. 1899 und 1900 war er mit der Aufnahme und Untersuchung der Kirchenbauten auf der Insel Torcello bei Venedig befasst. Von 1900 bis 1904 leitete er mit Otto Puchstein die deutschen Ausgrabungen in Baalbek. 1903 wurde er zum Landbauinspektor befördert.
Im Jahr 1904 wurde Schulz als Professor für Formenlehre der antiken Baukunst und der Renaissance an die Technische Hochschule Hannover berufen. 1912 wechselte er als Professor der Architektur an die Technische Hochschule (Berlin-)Charlottenburg. 1914 wurde Schulz zum Geheimen Regierungsrat ernannt. 1922 verlieh ihm die Technische Hochschule Hannover die Ehrendoktorwürde (als Dr.-Ing. E. h.).

## Schriften
- Das Grabmal des Theoderich zu Ravenna und seine Stellung in der Architekturgeschichte. (= Darstellungen früh- und vorgeschichtlicher Kultur-, Kunst- und Völkerentwicklung. Mannus-Bibliothek Heft 3.) Kabitzsch, Würzburg 1911.
- Die Kirchenbauten auf der Insel Torcello. W. de Gruyter & Co., Berlin / Leipzig 1927.